# Burns Harbor (Indiana)
Burns Harbor é uma cidade  localizada no estado americano de Indiana, no Condado de Porter.

## Demografia
Segundo o censo americano de 2000, a sua população era de 766 habitantes. 
Em 2006, foi estimada uma população de 1015, um aumento de 249 (32.5%).

## Geografia
De acordo com o United States Census Bureau tem uma área de 
17,9 km², dos quais 17,7 km² cobertos por terra e 0,2 km² cobertos por água.

## Localidades na vizinhança
O diagrama seguinte representa as localidades num raio de 8 km ao redor de Burns Harbor. 